# Rapanea nummularia
Rapanea nummularia là một loài thực vật có hoa trong họ Anh thảo. Loài này được (Hook. f.) W.R.B. Oliv. miêu tả khoa học đầu tiên năm 1951.